# Getinge sogn
Getinge sogn i Halland var en del af Halmstad herred. Getinge distrikt dækker det samme område og er en del af Halmstads kommun. Sognets areal var 44,10 kvadratkilometer, heraf land 43,50. I 2020 havde distriktet 2.330 indbyggere. Landsbyen Getinge ligger i sognet.
Navnet (1298 Getonge/Getynge) er sandsynligvis et -inge navn, alternativt er det dannet af ged og eng Siden 1810 (638 indbyggere) er befolkningen steget i et stabilt tempo uden nogen langsigtede fald.
Der er to naturreservater i sognet: Hålldammsknattarna (delt med Kvibille sogn) og Suseån (delt med Sløinge og Asige sogner.